# Syndicat des employés, techniciens et cadres
Le Syndicat des employés, techniciens et cadres (SETCa) (en néerlandais Bond van Bedienden, Technici en Kaderleden = BBTK) de tendance socialiste, est par son nombre d’affiliés (plus de 420 000), la première fédération syndicale unitaire d'employés en Belgique. Myriam Delmée est devenue la présidente du SETCa depuis novembre 2019; Erwin de Deyn lui a passé la main lors du congrès fédéral ayant eu lieu les 21 et 22 novembre 2019. Il était à la tête du syndicat depuis mai 2006.
Fondé en 1892, le SETCa est également la plus ancienne organisation syndicale d'employés, de techniciens et de cadres de Belgique, la principale centrale professionnelle de la Fédération générale du travail de Belgique (FGTB). Il compte 21 sections régionales, qui proposent une série de services aux affiliés : permanents régionaux, aide juridique, etc. Il se compose, par ailleurs, de plusieurs secteurs : commerce, finances (banques, institutions publiques de crédit et assurances), industrie, non-marchand (soins de santé, éducateurs, culture, enseignement libre, etc.), logistique, information et communication.